# Pálfy József (geológus)
Pálfy József (Budapest, 1962. április 13. –) magyar paleontológus, geológus, egyetemi tanár, a Magyar Tudományos Akadémia rendes tagja. Kutatási területe a földtörténet, elsősorban a mezozoikum földtörténeti időskálájának kalibrálása és az élővilág tömeges kihalási eseményeinek megismerése.

## Életpályája
A budapesti Apáczai Csere János Gimnáziumban érettségizett 1980-ban. 1986-ban szerzett okleveles geológus végzettséget az Eötvös Loránd Tudományegyetem Természettudományi Karán. Egyetemi évei alatt háromszor is elnyerte az ELTE "Élen a tanulásban, élen a sportban" ösztöndíját. 1984-ben féléves részképzés keretében a Leningrádi Állami Egyetemen hallgatott geológiát. Diplomaszerzést követően 1986-ban segédmuzeológus, később muzeológus, majd főmuzeológus lett a Magyar Természettudományi Múzeum Őslénytani és Földtani Tárában. Közben 1989 és 1991, illetve 1993 és 1996 között posztgraduális tanulmányokat folytatott a University of British Columbia-n (Vancouver, Kanada), ahol az MSc fokozatot 1991-ben, a PhD fokozatot 1997-ben szerezte meg. Posztdoktori pályaszakaszában 1998 és 1999 között egy évig a Collegium Budapest junior kutatási ösztöndíjasa volt, majd 2000 és 2001 között a német Alexander von Humboldt Alapítvány kutatói ösztöndíjasaként a Berlini Természettudományi Múzeumban dolgozott.
2003-ban Vörös Attila felkérésére tudományos főmunkatársként csatlakozott az akkor alakuló MTA–MTM Paleontológiai Kutatócsoporthoz, ahol 2007-ben tudományos tanácsadói kinevezést kapott, miután 2004-ben sikeresen megvédte MTA doktori értekezését. 2008-ban a Magyar Természettudományi Múzeum Őslénytani és Földtani Tárának vezetésére kapott megbízást, a tárigazgatói feladatokat 2010-ig látta el. Az ELTE-n 2009-ben habilitált. 2010 szeptembere óta az ELTE Általános és Alkalmazott Földtani Tanszék egyetemi tanára, ahol 2011-ben tanszékvezetői megbízást kapott. 2012-ben Vörös Attila akadémikustól átvette a további pályázati támogatást nyert MTA–MTM–ELTE Paleontológiai Kutatócsoport vezetését. 2013-ban az MTA levelező, 2019-ben pedig rendes tagjává választották.

## Munkássága
Szakmai érdeklődése szerteágazó, fő kutatási területei a triász és jura geológiai időskála kalibrálása, valamint a triász végi és kora jura tömeges kihalási esemény és az ezzel egyidejű globális környezetváltozások és a kontinentális árbazalt vulkanizmus kapcsolatrendszerének feltárása.
Pályája kezdetén klasszikus őslénytani témájú kutatásokat végzett, triász brachiopoda és jura ammonitesz faunák taxonómiai, biosztratigráfiai és paleobiogeográfiai feldolgozásával foglalkozott. A PhD fokozat megszerzése során fordult a geokronológiai kutatások felé: a jura, majd a triász időskála kalibrációjával foglalkozó nemzetközi kutatásokban integrált radioizotópos kormeghatározási és ammonitesz biokronológiai vizsgálatokkal vett részt. Cirkon kristályokon végzett U-Pb kormeghatározással pontosította a triász és jura időszakok határának számszerű korát. E kutatásokból kiindulva a mezozoikum kihalási eseményeit és az ezeket kiváltó környezeti és ökológiai változásokat komplex megközelítéssel, őslénytani-paleobiológiai és geokémiai módszerekkel vizsgálta. Munkatársaival egy magyarországi szelvényből az elsők között mutatta ki azt a szénizotóp-anomáliát, amely a globális szénkörforgás triász végi zavarát jelzi. Ezt az eseményt a Közép-Atlanti Magmás Provincia vulkanizmusa által kiváltott globális felmelegedéshez kapcsolta, amely a triász végi kihalás előidézője lehetett. Az időbeli egyezést igazolva valószínűsítette a Karoo-Ferrar nagy magmás provincia és a kora jura kihalás ok-okozati összefüggését. Részt vett a perm végi kihalás magyarországi nyomainak vizsgálatában és a kréta időszaki Weissert-eseményt hazánkban először kimutató kutatásokban is.
Muzeológusként 1999-ben a Magyar Természettudományi Múzeumban Kihalások címmel rendezett időszaki kiállítást, megvalósítva ennek virtuális kiállítás változatát is. Vezetésével készült az őslénytani gyűjteményben őrzött típuspéldányok katalógusa.
Az ELTE-n az egyetemi oktatásba 2002-től őslénytani speciális kollégium tartásával kapcsolódott be. Egyetemi tanári kinevezése óta földtörténeti, rétegtani, regionális földtani és őslénytani tárgyakat oktat.

## Családja
Nős, négy gyermek édesapja.
Édesapja Pálfy József újságíró. Testvérei Pálfy Péter Pál matematikus és Fehér Béla író, újságíró.

## Díjai, elismerései
- Ipolyi Arnold-díj (Országos Tudományos Kutatási Alap) (2011)
- Nemzetközi Rétegtani Díj (ICS Prize, Nemzetközi Rétegtani Bizottság) (2008)
- Bolyai Plakett (Magyar Tudományos Akadémia) (2005)
- Szádeczky-Kardoss Elemér-díj (Magyar Tudományos Akadémia) (1998, 2000, 2001)
- Kiváló Diákkutatásért Díj (Amerikai Földtani Társulat) (1995)
- Ifjúsági Díj (Magyarhoni Földtani Társulat) (1988)

## Főbb publikációi
- Environmental changes across the Triassic-Jurassic boundary and coeval volcanism inferred from elemental geochemistry and mineralogy in the Kendlbachgraben section (Northern Calcareous Alps, Austria) (első szerző, 2012)
- The Triassic time scale: new constraints and a review of geochronological data (társszerző, 2010)
- Triassic–Jurassic boundary events: problems, progress, possibilities (társszerző, 2007)
- Triassic/Jurassic boundary events inferred from integrated stratigraphy of the Csővár section, Hungary (első szerző, 2007)
- Volcanism of the Central Atlantic Magmatic Province as a potential driving force in the end-Triassic mass extinction (2003)
- Middle Triassic integrated U-Pb geochronology and ammonoid biochronology from the Balaton Highland (Hungary) (első szerző, 2003)
- Carbon isotope anomaly and other geochemical changes at the Triassic/Jurassic boundary from a marine section in Hungary (első szerző, 2001)
- Synchrony between Early Jurassic extinction, oceanic anoxic event, and the Karoo–Ferrar flood basalt volcanism (első szerző, 2000)
- Timing the end-Triassic mass extinction: First on land, then in the sea? (első szerző, 2000)
- A U-Pb and 40Ar-39Ar time scale for the Jurassic (első szerző, 2000)
- Kihaltak és túlélők – Félmilliárd év nagy fajpusztulásai (2000)
- A triász végi és a kora jura tömeges kihalás; Hantken, Bp., 2006 (Az Általános földtani szemle könyvtára)
- Őslénytani kirándulások Magyarországon és Erdélyben; szerk. Pálfy József, Pazonyi Piroska; Hantken, Bp., 2007 (Geokalauz)
- Catalogue of Invertebrate and Vertebrate Paleontological Type Specimens of the Hungarian Natural History Museum; szerk. József Pálfy, Alfréd Dulai, Mihály Gasparik, Péter Ozsvárt, Piroska Pazonyi & Ottilia Szives. Hungarian Natural History Museum, Budapest, 2008[1]
- 200 millió éves történet. A Föld a triász-jura határon; MTA, Bp., 2014 (Székfoglalók a Magyar Tudományos Akadémián)